# Nanxi
Nanxi (en chino, 南溪; pinyin, Nánxī) es un distrito urbano bajo la administración directa de la Prefectura Yibin  en la Provincia de Sichuan, República Popular China.  Su área es de 704 km² y su población total para 2010 superó los 335 mil habitantes. 

## Administración
Desde diciembre de 2019, el  Distrito Nanxi   se divide en 11 pueblos que se administran en 3 subdistritos y 8   poblados.

## Toponimia
El topónimo Nanxi se compone de los sinogramas Nan que significa 'sur' y Xi que significa 'arroyo'. En el año 602, durante la dinastía Sui, el nombre de Nanguan (南广县) fue cambiado por Nanxi. Este nombre se debe a que la región se encuentra al sur del arroyo Bo (僰溪), actualmente arroyo Fu (福溪).